# 朱權
朱權（1378年5月27日—1448年10月12日），号臞仙，又號涵虛子、丹丘先生，明太祖朱元璋第十七子，初封寧王。封地為大寧（今內蒙古寧城縣），在靖难之役中被朱棣綁架，共同反叛建文帝，朱棣即位後，將朱權改封於南昌，削其藩兵。朱權只好將心思寄託於道教、戲劇、文學，鬱鬱而終，也為明武宗時期後代朱宸濠發動叛亂埋下伏筆。

## 生平

### 早年经历

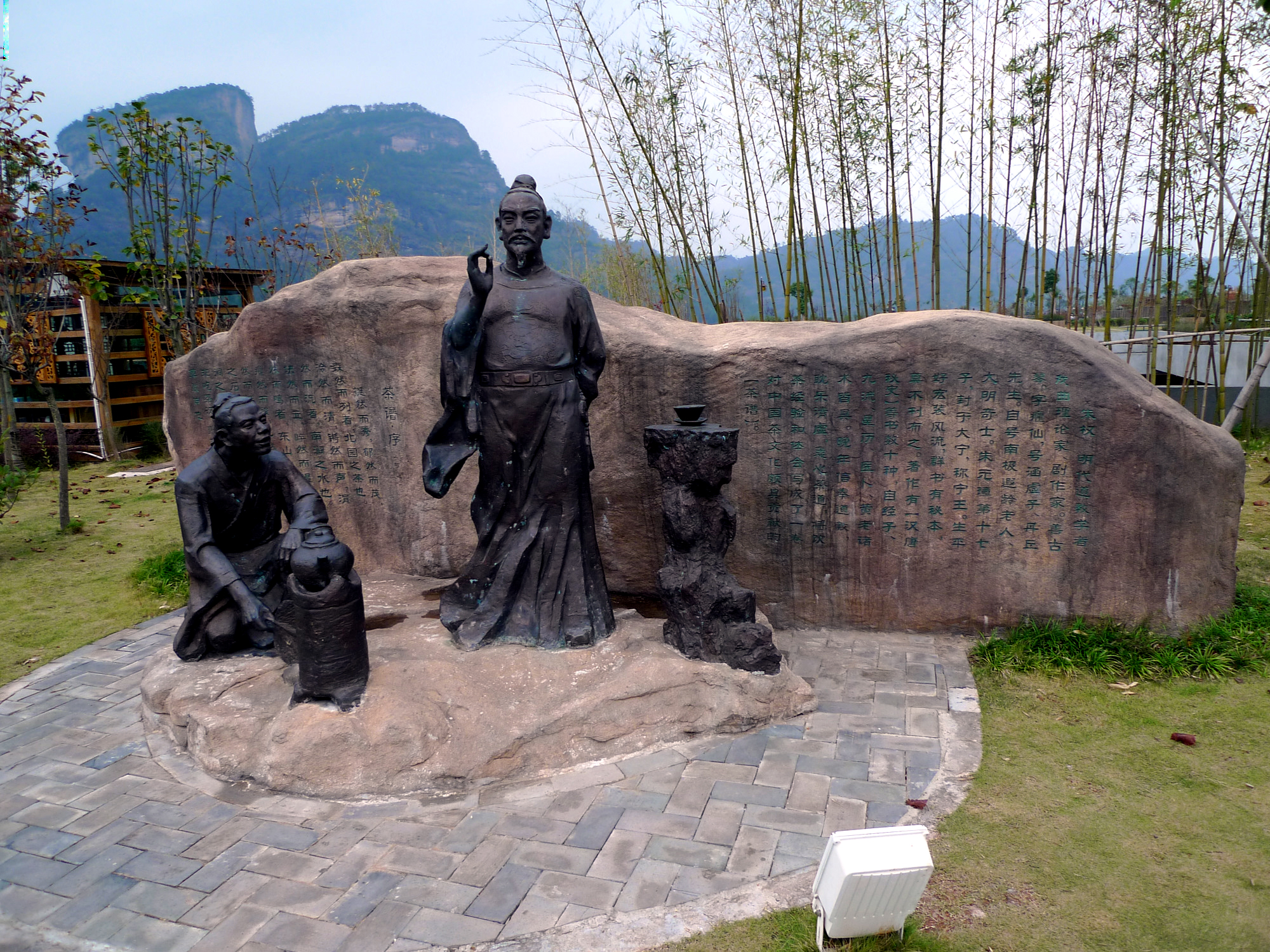
朱权塑像

洪武二十四年（1391年），十三歲的他被封為寧王，二年後到北方邊境的軍事重鎮大寧就藩。大宁地处喜峰口外，属古会州之地，东连辽左，西接宣府，为一大镇。朱权带有甲兵八万，战车六千，所属朵颜三卫骑兵均骁勇善战。朱权多次会合诸王出塞作战，在当时诸王中，有“燕王善战，宁王善谋”之说，而二人又在边境，友情甚笃。

### 建文时期
建文元年（1399年），燕王朱棣起兵反叛，朱棣曾与诸将商议道：“以往我巡察塞上时，见大宁诸军十分剽悍。如果我能获得大宁，截断辽东，采用边骑助战，便大事可成。”建文帝朱允炆害怕朱权投向朱棣，召朱权至京师，朱权抗命不至，对南京朝廷持观望态度，被詔削三護衛。另一方面朱棣也想取得大寧騎兵助戰。当年九月，江阴侯吴高进攻永平，朱棣前往营救。吴高退兵，朱棣于是从刘家口抄小路直趋大宁，诈称是因为穷蹙前来求救。
《明史》记载，朱权邀请朱棣一人骑马入城，朱棣握住朱权的手大哭，诉说自己是不得已才起兵的，求他代为起草奏章谢罪。朱棣居住数日，朱权都诚恳相待，全无防备之心。北平精锐部队则埋伏城外，官兵也逐渐入城，暗中勾结三卫酋长及诸守军。朱棣这才告辞离去，朱权到郊外为其饯行，伏兵趁机而起，将朱权拥往前行。三卫弓骑及诸守军，一呼云集。守将朱鑑抵挡不住，力战而死。王府妃妾世子均随入松亭关，回到北平，大宁成了一座空城。同時收納大寧諸軍及三衛騎兵為己用，實力大增。朱权进入燕军之后，时常为朱棣草拟檄文。朱棣对朱权许诺，事成之后，平分天下。
但《明太宗实录》则记载，朱权因为抗命，已经被大宁守军关押，朱棣攻破大宁，才救了朱权。

### 永乐时期
明成祖朱棣稱帝後，朱权请求改封南方。当他要求苏州时，朱棣回答：“苏州属于畿内。”当他要求钱塘时，朱棣则说：“先父将它赐给五弟，终无结果。建文帝无道，在钱塘封其弟为王，也未能享受。建宁、重庆、荆州、东昌都是好地，你随意选择吧。”永乐元年（1403年）二月，朱權改封地南昌。朱棣亲自写诗送行，命朱权以布政司为宫邸，建筑规模毫无变更。
不久，有人告发称朱权用巫术詛咒皇帝，并且诽谤朝廷。朱棣派人秘密调查，因查無實證，方才作罷。朱权知朱棣猜忌，故好黄老之术，“构精庐一区，鼓琴读书其间”，借此逃避殺戮。當時南昌一带盛行許旌陽真君的忠孝淨明道，朱權退而参修净明道，但心又忿忿不平，對朱棣耿耿于怀。

### 洪熙、宣德、正统时期
先前朱权因为封在边境，交通不便，岁禄只有五百石。但内迁后，朱权的俸禄并无增加。
明仁宗时，法禁稍有缓解，朱权也终于得到岁禄一万石本色的亲王待遇。他于是上书，说南昌并非他的封国。仁宗回信说道：“南昌，叔父从先皇那里受封已达二十余年了，不是封国，那又是什么呢？”宣德三年（1428年），朱权请求明宣宗将靠近南昌城的灌城乡土田赐给他。宣德四年（1429年）又议论说宗室不应确定品级。明宣宗十分生气，对朱权颇有指责之意。朱权便上书谢罪。
当时朱权年纪已老，有关官员大多相互倾轧，以显示自己的威权，而朱权则整日与文学士互相往来，寄托远志，自号臞仙。明英宗正统十三年（1448年），朱权病逝。諡獻，稱宁獻王。世子朱磐烒早死，由孫朱奠培襲爵。

## 著作

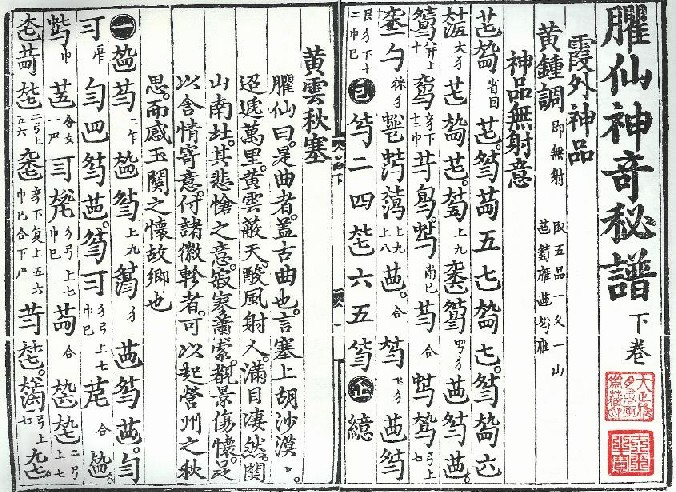
《臞仙神奇秘譜》下卷

朱權著作豐厚，曾奉敕編輯《通鑑博論》，撰有《采芝吟》《宁国仪范》《家训》《文谱》《诗谱》《史断》《通鉴博论》《汉唐秘史》《琴阮启蒙》《神奇秘谱》《茶谱》《琼林雅韵》《神隐》《太和正音谱》等數十種著作。其中《太和正音谱》为戏剧史上重要的理论专著。

## 斲琴
明代的皇室除了琴學方面的著作，也常監制或自行斲琴。朱權所斲琴之琴與益端王朱祐檳，潞閔王朱常淓，衡藩的恭王朱祐楎及莊王朱厚燆父子，合稱「四王琴」。其中朱權所製的「飛瀑連珠」曾為琴家顧梅羹收藏。

## 家庭

### 妻
- 妃张氏，兵马指挥张泰之女，先薨

### 子女

#### 子
1. 庄惠世子朱磐烒 (宁惠王)，永乐二年四月册为宁世子。永乐十五年三月东城兵马指挥俞盛女为宁世子妃。
2. 未名，早殇
3. 临川康僖王朱磐熚，宣德元年七月册北城兵马副指挥黄福女为临川王妃（正统四年十二月去世）。景泰六年五月册百户王兴女为临川王妃。天顺四年削爵。
4. 宜春安简王朱磐烑，永乐十二年闰九月生。宣德三年七月册为宜春王。宣德五年十月册金吾后卫指挥刘勋女为宜春王妃。弘治五年七月薨。年七十九岁。母王氏。
5. 新昌安僖王朱磐炷，永乐十七年十月生。宣德五年十月册为新昌王。正统二年二月册孝陵卫指挥使葛覃女为新昌王妃。天顺三年薨。无子除封。有二女南康县主、雩都县主。
6. 信丰悼惠王朱磐㷬，宣德七年冬十月封为信丰王。正统四年正月薨。年十九岁。母尤氏。未婚无子除。

#### 女
1. 永新郡主，宣德二年七月封为永新郡主，配金乡卫舍人高鹤龄。[12]
2. 玉山郡主，宣德二年七月封为玉山郡主，配都督舍人方景祥。[12]
3. 清江郡主，宣德二年二月封为清江郡主，配西宁卫指挥陈通弟陈逸。
4. 奉新郡主，宣德二年二月初五册封为奉新郡主，配王宗旭子王爽。
5. 金溪郡主，宣德二年二月封为金溪郡主，配右军都督韩观弟韩辅。景泰元年八月薨。
6. 泰和郡主，宣德二年二月封为泰和郡主，配鄱阳县民汪彦诚子汪湛然。
7. 彭泽郡主，宣德二年二月封为彭泽郡主，配龙骧卫指挥王刚侄王质。
8. 庐陵郡主（1407年6月1日—1476年7月30日）[13]，宣德二年（1427年）二月封为庐陵郡主，配蕲州卫指挥田晟弟田昱。
9. 新喻郡主，宣德二年二月封为新喻郡主，配赣州府照磨胡羽子胡光霁。
10. 新城郡主，宣德二年二月封为新城郡主，配留守中卫指挥李俊子李瓛。
11. 浮梁郡主，宣德二年七月封为浮梁郡主，配龙江右卫舍人俞致渊。[12]
12. 第十二女，夭折
13. 南丰郡主，宣德二年二月封为南丰郡主，配江西都指挥张祥子张雯。
14. 永丰郡主，正统三年六月为永丰郡主，适孟日敬。
15. 第十六女靖安郡主，适葛旿。

## 墓葬
朱权墓在江西省新建县石埠乡缑岭东麓璜源村，正统七年（1442）朱权自建生坟，屡往游览。1958年10月29日－11月20日，江西省文管会對其墓進行了發掘。墓前原有南极长生宫，前有南极殿，左有泰元殿和冲霄楼，右有旋玑殿和凌江楼。宫前有醉仙亭和一对6.9米高的八棱形华表，上刻道門符篆。宫后墓室隐于山中。墓室系采用青砖砌成卷拱结构，全长31.7米，宽21.45米，高4.5米，分前室、次前室、中室和后室四部分。前室用自来石顶住，二门无自来石。中室之后，有券门通后室。后墙正中有一壁龛，两旁用红石作八棱柱，柱下有础，础上有正心坊，坊上有斗拱，以支持出檐。
由于朱权晚年学道，以道冠道袍入殓，口含一枚金钱，体压大小金钱二行，每行六枚。其他随葬品，有金、银、铜、锡、玉、瓷等器物，有些珍品已由故宫博物院收藏，其餘藏江西省博物馆内。
墓内出土壙誌一盒，誌、蓋各一，由青石板製成，邊長91釐米，四周飾以6.5釐米寬的龍戲珠紋。

[誌蓋]

故寧獻王壙誌

[誌文]

　　寧王壙誌

　　王諱權，

大明太祖高皇帝第拾陸子，母楊氏。王生於洪武拾壹年伍月

　　初壹日。貳拾肆年肆月拾叁日，册封爲寧王。貳拾柒年叁

　　月貳拾叁日，之國大寧。永樂元年叁月初貳日，移國江西

　　南昌府。王天性惇實，孝友謙恭，樂道好文，循理守法。

皇上紹承大統，以王至親，恩禮加厚，而王事

上益謹弗懈。正統拾叁年玖月拾伍日，以疾薨，享年柒拾有壹。

　　訃聞，

上感悼，輟視朝三日，賜謚曰獻，遣官致祭。先是，豫營墳園於其

　　國西山之原。比薨，以正統拾肆年貳月貳拾壹日葬焉。妃

　　張氏，兵馬指揮張泰之女，先薨。子陸人：長莊惠世子磐烒，

　　次未名，皆先卒；次臨川王磐熚；次宜春王磐烑；次新昌王

　　磐炷；次信豐悼惠王磐㷬。女拾肆人，俱封郡主。孫男捌人：

　　寧世孫奠培，臨川長子奠埨，宜春長子奠坫，鎮國將軍奠

　　墠、奠壘、奠堵、奠壏、奠埦。孫女拾貳人，封縣主肆人，餘在室。

　　曾孫拾人，未封。於乎！王以

帝室至親，藩輔老成，進德之功，逾老不倦，敬上惠下，始終一誠，

　　比之古昔賢王，殆不多讓。正宜藩屏

朝廷，永膺多福，而遽至於大故，是固有命。然福壽兼全，哀榮始

　　終，亦可以無憾矣。謹述大㮣，納諸幽壙，用垂不朽云。謹誌。

　　正統拾肆年貳月貳拾壹日。

## 後代
朱權的後代宁王朱宸濠起事，對抗明武宗，即寧王之亂，僅僅四十三日，就被贛南巡撫王陽明平定，於是寧王封國被廢除。著名畫家八大山人是他的七世孫。易堂九子之一的林時益則是他的八世孫。
因为朱宸濠事件，朝廷取消了对宁献王朱权、宁靖王朱奠培、宁康王朱觐钧的祭祀，明世宗登基后，更规定奏章中不再需要再避讳朱权的名字。